# Louis Cuny
Pour les articles homonymes, voir Cuny.
Louis Cuny, né le 24 novembre 1902 à Montreuil-sous-Bois (Seine, actuelle Seine-Saint-Denis), décédé le 24 juillet 1962 à Cannes (Alpes-Maritimes), est un réalisateur français, également scénariste et producteur.

## Biographie
Louis Cuny fut aussi architecte-décorateur et monteur. Fervent défenseur du court métrage, il a fondé en 1945 un « Syndicat des producteurs de courts métrages ».

## Filmographie
- 1936 : La Voie triomphale    (CM)
- 1936 : Le Lycée Papillon (CM, chanson filmée)
- 1938 : Le Violon (CM)
- 1939 : Au jardin de la France (CM)
- 1942 : Matin de France (CM)
- 1943 : Hommage à Georges Bizet (CM)
- 1943 : L’Arlésienne (CM)
- 1943 : La Musique à travers les âges (CM)
- 1943 : Mermoz
- 1945 : Rouen, martyre d'une cité (CM)
- 1945 : Croisière extra muros (CM)
- 1945 : Panorama musical (CM)
- 1946 : Maman de secours (CM)
- 1946 : Étrange Destin
- 1947 : Si j'avais la chance (CM)
- 1947 : La Femme en rouge
- 1947 : Le Beau Voyage
- 1949 : Il faut qu'une porte soit ouverte ou fermée (CM)
- 1949 : Tous les deux
- 1951 : Demain nous divorçons
- 1952 : Plume au vent
- 1957 : Bonjour Toubib
- 1958 : Gentleman cambrioleur (CM), meilleur court métrage au Festival de San Sebastián en 1958
- 1959 : Symphonie pour un homme seul (CM)
- 1959 : Les Amoureux de la Seine (CM)
- 1959 : Ciné ballets de Paris (documentaire)
- 1961 : Magic Coiffeur (CM)